# Dave Ryan (sport automobile)
Pour les articles homonymes, voir Dave Ryan.
Dave Ryan, né le 12 mai 1954 en Nouvelle-Zélande, est le directeur sportif de l'écurie de Formule 1 Manor Marussia F1 Team. Il a précédemment exercé cette fonction chez l'écurie McLaren, de 2008 à avril 2009. Il est également membre du Grand Prix Mechanics Charitable Trust.

## Carrière
Dans sa jeunesse, Ryan concourt dans diverses compétitions motocyclistes de speedway en Nouvelle-Zélande avant de partit pour l'Angleterre où il devient mécanicien chez McLaren, travaillant sur la M23 de Jochen Mass.
Après près d'une décennie passée à ce poste, il est promu chef mécanicien de l'écurie, puis en 1987 directeur d'usine, et en 1990 manager de l'équipe. Les activités de l'équipe sur la piste et à l'usine de Woking sont placées sous sa responsabilité directe.
En 2008, Ryan devient le directeur sportif de l'équipe avant d'être suspendu par celle-ci le 3 avril 2009 à la suite de l'incident ayant concerné Lewis Hamilton et la disqualification de l'écurie lors du Grand Prix d'Australie 2009. Le 7 avril 2009, Dave Ryan est licencié par McLaren après avoir passé 35 années au sein du groupe. En novembre 2015, Ryan est nommé directeur sportif de l'écurie britannique Manor Marussia, à la suite des démissions de John Booth et Graeme Lowdon.